# 淫蕩
本記事では淫蕩（いんとう）について説明する。また、性に関して奔放な人、についても説明する。

## 概要
「淫蕩」という言葉は、名詞や形容動詞として用いられ、淫蕩とは「酒色（しゅしょく）にふけって素行の悪い」者や「みだらな享楽（きょうらく）にふける」状態を指す
。

### 日本
戦国武将の織田信長が、「山門、山下の僧衆王城の鎮守たりといえども、業躰業法（ぎょうたいぎょうほう、その実態や有様はといった意味）、出家の作法にも拘らず、天下の嘲弄をも恥じず、天道の畏れをも顧みず、淫乱、魚鳥を食し、金銀賂に耽り」（信長公記）と批判して、1571年に比叡山にあった天台宗の延暦寺を焼き払った（比叡山焼き討ち）。
江戸時代における「淫蕩」とは、「飲む」「打つ」「買う」の全てを指す言葉だったという。
「明治時代は、政府が庶民の性道徳を一気に近代化しようとした時代だった。」
江戸時代に入り、儒教の道徳感が武士道に組み込まれて浸透するようになると、女性に対する貞操観念が強く要求されるようになり、その後の処女崇拝への端緒となった。一方で、江戸幕府公認の遊廓では商人や町人と共に武士も女遊びを楽しんでいたこと、血縁に頼らない養子縁組や妾の風習などが盛んであったこと、主従関係や義兄弟の絆を深めるために男色が流行したことなど、武士であっても性道徳に関しては柔軟な一面を残していたことがうかがえる。また、庶民や地方の農村などでは依然として夜這いが男女共通の楽しみとして社会的に黙認されて存在しており、女性から男性を誘うことも特に恥ずかしいことではなく、地方によっては祭日などの特別な日に童貞が人妻へ指南を請うために夜這うことを黙認するような風習もあったという。
江戸や明治の頃まで日常的だった混浴の風習は、渡来した欧米人たちから驚きをもって記録された。1853年の黒船来航でアメリカ艦隊を率い、1856年に帰国したマシュー・ペリー提督はアメリカ議会図書館に収めた公文書「ペリー艦隊日本遠征記（原題：Narrative of the Expedition of an American Squadron to the China Seas and Japan.）」の中で、「日本人は礼儀正しく大人しいが驚くべき習慣を持っている。ある公衆浴場での光景だが、男女が一緒に入り乱れて互いの裸体を気にしない。東洋諸国の中で優れた道徳を持つにもかかわらず、このような淫猥（いんわい）な行為は理解しがたい。」と述べた。また、春画や枕草紙についても見解を残しており、「淫乱の情を促す」もので「胸が悪くなるほど度が過ぎている」と不快感を露わにした。どのような時代であっても行き過ぎた遊びが恋人や夫婦の仲といった男女関係や人間関係を険悪にしてしまうのは当然の結末であり、性道徳にだらしのないことが性病の危険性まで高めてしまうことなどは（よい意味での）迷信まで含めて社会的にも充分認識されていた。 。

### 海外
海外では、キリスト教やユダヤ教なら婚前交渉や姦淫は重罪とされ、イスラム教なら女性の肌を他者へ見せることすら禁忌（タブー）として考えられているなど、淫蕩であることに対して非常に厳しい教義や処罰が多く存在している。

### 注
1. ↑  
「淫（いん）」または「婬（いん）」という字について。

特に「男女の性行為に関して非難の意を込めていうことが多い」とある。
（出典：古語大辞典 第一巻（角川書店、1982年）

「淫」や「婬」という漢字そのものが性交や性器に関連する言葉として使用されている。古い使用例として、平安時代（後期）の説話集「今昔物語」には「不浄の淫付きて染みたり（精液が付着すれば穢れてしまう）」や「男女娶がずと云えども、身の内に婬入ぬれば、此なむ子を生じける（男女が結婚せずに、身勝手にみだらな行いをすれば、望まぬ子供を妊娠してしまう）」などがある。
2. ↑  1855年にヴィンセント号で渡来したアメリカ人の士官アレクサンダー・ハバーシャムも、仮に「半分しか文明化していない東洋人」だとしても、「中流および下流階級の人々」は貞操観念に乏しく、「乱痴気（らんちき）なことに」若い女性であっても平気で混浴に入ることは理解出来ないと述べた。[要出典]